# KitKat

Amerikaans KitKat logo

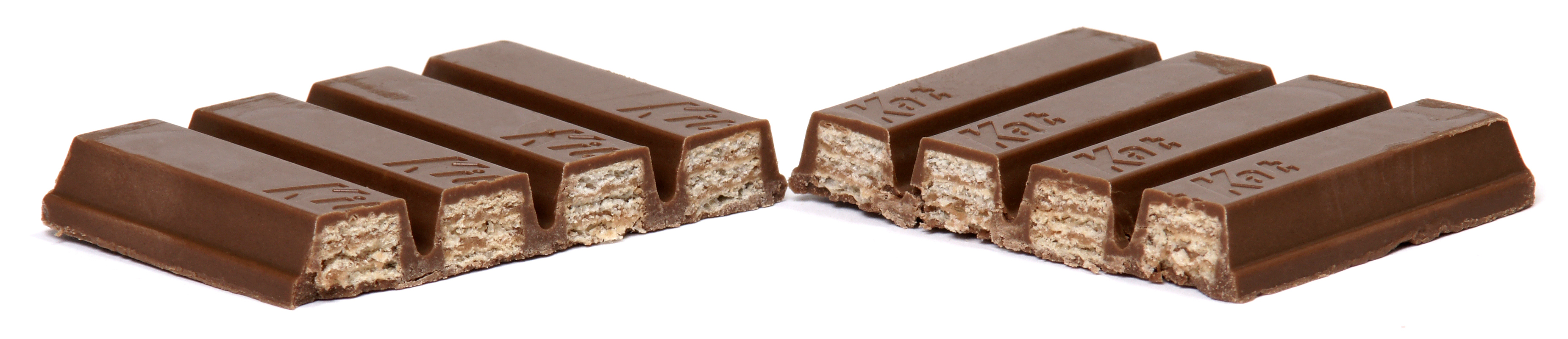
Een KitKat

KitKat, een merk in handen van Nestlé, is een snoepreep gebaseerd op een wafel gehuld in een laagje melkchocolade. In de verpakking bevinden zich twee of meer langwerpige wafeltjes die met een chocoladebrug verbonden zijn, ze zijn daardoor gemakkelijk te breken.

## Geschiedenis
KitKat is onder de naam Rowntree's Chocolate Crisp voor het eerst uitgebracht in september 1935. Sinds 1937 heet de wafel KitKat, naar een berucht achttiende-eeuwse dranklokaal voor heren.
Oorspronkelijk was de verpakking wit, maar in 1945 werd deze blauw. In 1947 werd de standaard melkchocolade KitKat opnieuw geïntroduceerd en werd de blauwe kleur van de verpakking vervangen door rood. In 1999 werd de KitKat Chunky geïntroduceerd, een grotere langwerpige reep verdeeld in drie secties.
In Japan wordt sinds 2000 KitKat in meer dan 300 smaken verkocht, zoals sake, matcha, roze chocolade, anko, aardbei, sojasaus, yuzu, kinako, kuromitsu en sakura. KitKat is daar in de top 3 van meestverkochte snoepmerken.

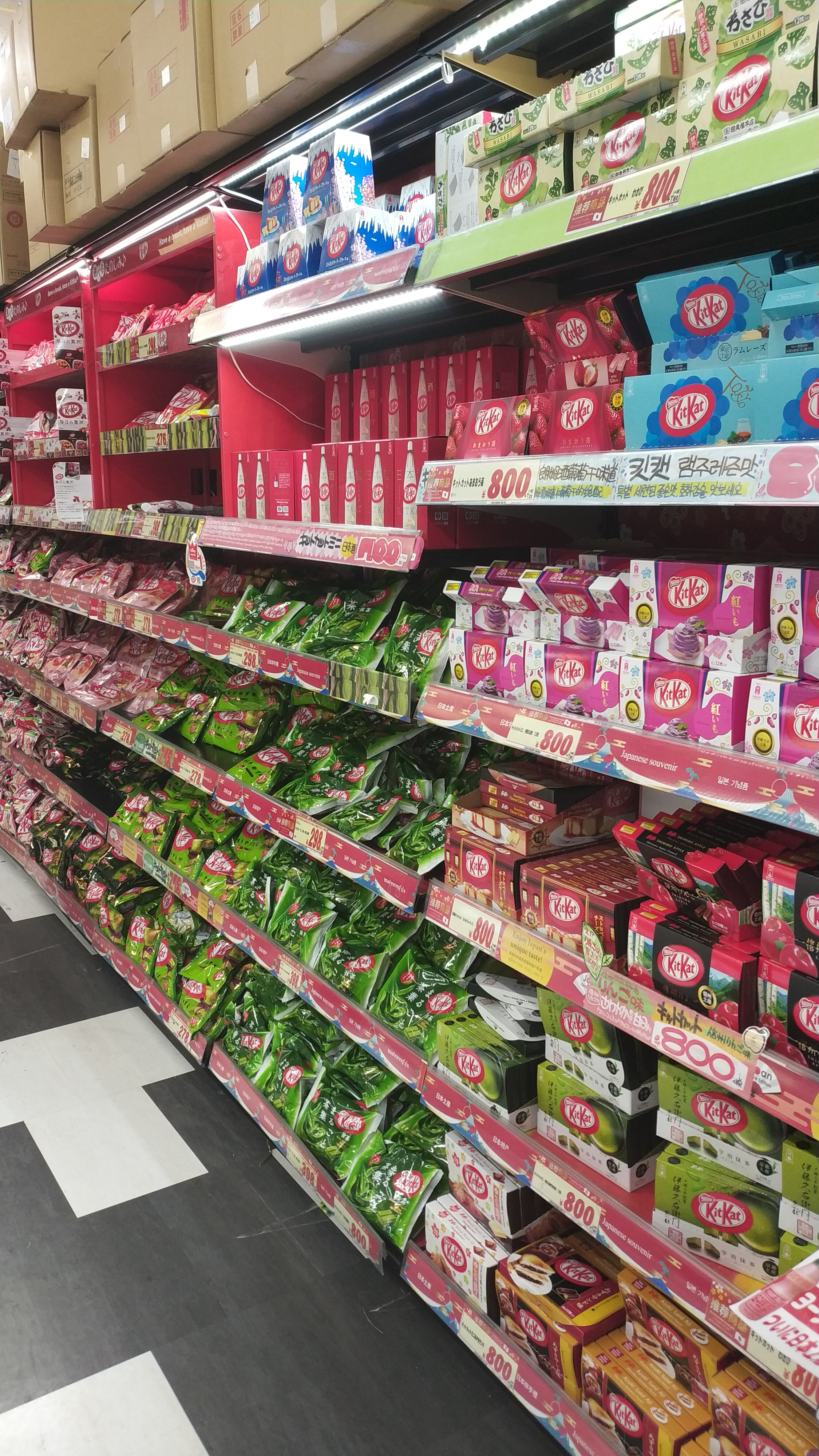
KitKat in allerlei smaken in Japan.

In Engeland is in 2004 geprobeerd om KitKat met diverse smaken uit te brengen. Dit werd een mislukking, waardoor zelfs de originele KitKat met 50% minder werd verkocht. In 2005 werd besloten de smaken weer te laten vervallen, met uitzondering van de wel goed verkopende Tiramisu en Karamel, waarna de verkopen van KitKat langzaam weer zijn verbeterd. 
Sinds 2009 is KitKat ook een van de vele smaken McFlurry-ijs van McDonald's.

## Trivia
- De slogan van KitKat is: Have a break, have a KitKat.
- In Japan wordt KitKat gezien als een geluksbrenger en als cadeau gegeven aan studenten tijdens examentijden. Dit is ontstaan omdat Kitto Katsu (きっと勝つ) wordt vertaald als "Jij zult zeker winnen" en de naam KitKat daarmee geassocieerd wordt.